# Charles-Alexandre Le Filleul de La Chapelle
Charles-Alexandre Le Filleul de La Chapelle, né en Normandie en 1676  et mort à  La Chapelle  le 4 février 1764, est un prélat français  du XVIIIe siècle qui fut évêque de Vabres pendant plus d'un demi-siècle de 1710 à 1764

## Biographie
Charles-Alexandre Le Filleul de La Chapelle  est le neveu de François-Placide de Baudry de Piencourt, évêque de Mende. Le Filleul de la Chapelle est docteur de Sorbonne, chanoine et archidiacre de l'église de Mende et vicaire général de l'évêque de Mende et abbé commendataire de l'abbaye de Saint-Pierre dans le diocèse de Chalon. En 1710 il est nommé évêque de Vabres et consacré par le cardinal Louis-Antoine de Noailles archevêque de Paris. Pendant son très long épiscopat le prélat vivait dans son manoir épiscopal, participait fréquemment aux Assemblées du clergé à Paris et résidait dans ses domaines normands près de Lisieux où il meurt en 1764. 